# Odderon
In der Teilchenphysik ist das Odderon (von englisch odd ‚ungerade‘) ein aus einer ungeraden Zahl von Gluonen zusammengesetztes Teilchen (Glueball) ungerader Ladungsparität, das keine  Farbladung trägt.
Die ungerade Anzahl von Gluonen differenziert es vom Pomeron, das aus einer geraden Anzahl von Gluonen zusammengesetzt ist.
Das Odderon tritt, wie das Pomeron, bei der elastischen Streuung von Protonen an Protonen oder Antiprotonen bei hohen Energien auf. Seine Existenz wurde in den 1950er Jahren als Beitrag zum Wirkungsquerschnitt postuliert und im Jahr 2021  bei Energien oberhalb von 2,76 TeV nachgewiesen.